# Тегистик (Павлодарская область)
Тегистик (каз. Тегістік) — село в Теренкольском районе Павлодарской области Казахстана. Входит в состав Жанакурлысского сельского округа. Код КАТО — 554847500.

## Население
В 1999 году население села составляло 456 человек (234 мужчины и 222 женщины). По данным переписи 2009 года, в селе проживало 264 человека (135 мужчин и 129 женщин).